# Mark Renaud
Mark Joseph Renaud (* 21. Februar 1959 in Windsor, Ontario) ist ein ehemaliger kanadischer Eishockeyspieler (Verteidiger), der von 1979 bis 1984 für die Hartford Whalers und Buffalo Sabres in der National Hockey League spielte. Sein Bruder Chris Renaud war ebenfalls ein professioneller Eishockeyspieler.

## Karriere
Nach einer Juniorenkarriere bei den Windsor Spitfires und den Niagara Falls Flyers wurde er beim NHL Entry Draft 1979 von den Hartford Whalers als 102. ausgewählt.
Gleich zur Saison 1979/80 stand er im Kader der Whalers und kam zu einigen Einsätzen in der NHL. Meist spielte er im AHL-Farmteam bei den Springfield Indians. Nach weiteren zwei Jahren, die er zwischen Hartford und den Binghamton Whalers pendelte, spielte er die Saison 1982/83 vollständig in der NHL. Mit einer Plus/Minus-Statistik von -42 musste er sich jedoch mit der Kritik, die an der schwachen Whalers-Verteidigung geübt wurde, auseinandersetzen.
Für die Saison 1983/84 holten die Buffalo Sabres ihn im Waiver-Draft. Neben zehn Spielen für die Sabres wurde er in seinen zwei Jahren mit der Organisation bei den Rochester Americans eingesetzt.
Sein Sohn Mickey Renaud war ebenfalls Eishockeyspieler. Er spielte für die Windsor Spitfires und war auf dem Sprung in die NHL. Beim NHL Entry Draft 2007 war er von den Calgary Flames in der fünften Runde ausgewählt worden. Er verstarb überraschend am 18. Februar 2008 im Alter von 19 Jahren.